# Mariakapel (Broekhuizen)

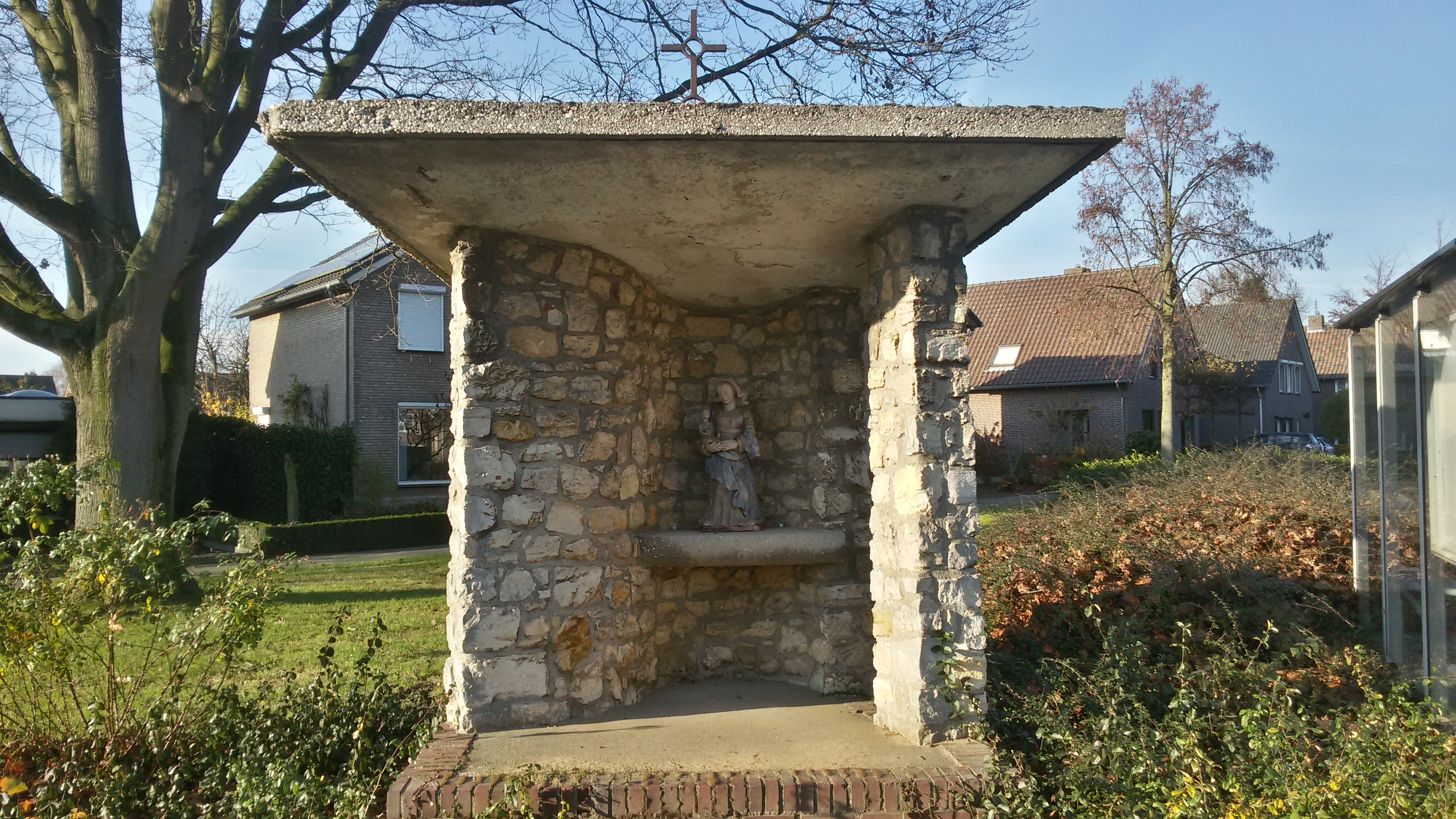
De Mariakapel

De Mariakapel is een kapel in Broekhuizen in de Nederlands Noord-Limburgse gemeente Horst aan de Maas. De kapel staat in het zuidelijk deel van het dorp op de hoek van de Lottumseweg met de Mr. Bergerstraat.
De kapel is gewijd aan Maria.

## Geschiedenis
Rond 1750 werd er een Mariakapel gebouwd.
In 1960 werd er op ongeveer de plaats van de oude kapel een nieuwe kapel gebouwd. Het 18e-eeuwse beeld dat de kapel sierde werd niet in de nieuwe kapel geplaatst, maar kwam in de Sint-Nicolaaskerk te staan. De kapel kreeg in de plaats een nieuw beeld. Dit nieuwe beeld viel op de grond in stukken toen een kleuter op het blad wilde klimmen.

## Bouwwerk
De open gemetselde natuurstenen kapel heeft een asymmetrische vorm, staat op een lichte verhoging en wordt gedekt door een betonplaat als lichtjes schuin geplaatst dak met daarop een ijzeren kruis in moderne stijl. De betonplaat rust aan de achterkant en achterste deel van de linkergevel op een gebogen muur en rechtsvoor op een pilaar. Aan de voorzijde is de kapel hierdoor volledig open.
In de kapel is in de gebogen wand een altaarblad geplaatst. Op dit blad staat een polychroom Mariabeeld dat Maria toont Maria met op haar rechterarm het kindje Jezus die een rijksappel vasthoudt.